# 인피섬유

린든 인피섬유로 직물을 짜는 노르웨이 남부의 여성

인피섬유(Bast fibre)는 체관부나, 특정 쌍떡잎식물의 줄기 주변의 인피에서 수집된 식물섬유이다.
경제적으로 중요한 인피섬유 중 일부는 아마, 마(hemp), 모시풀 등 직접 경작된 허브에서 얻는데, 서양쐐기풀과 같은 야생식물이나 피나무, 버드나무, 참나무, 등나무, 뽕나무 등의 나무가 과거에 사용되기도 했다.